# Tredje Johannesbrevet
Tredje Johannesbrevet (grekiska: Ιωάννου γ’) är en skrift som ingår i Nya testamentets brevlitteratur. Det tillhör, tillsammans med Första Johannesbrevet, Andra Johannesbrevet, Jakobsbrevet, Första Petrusbrevet, Andra Petrusbrevet och Judasbrevet, de sju så kallade katolska breven, trots att det inte har en allmän (katolsk) adressat utan är riktat till en bestämd person. Brevet är Nya testamentets kortaste skrift, endast 15 verser långt, och utformat som ett verkligt brev ställt till en viss församlingsledare vid namn Gaius. Brevskrivaren berömmer honom för hans sätt att ta emot utifrån kommande missionärer och säger sig vid ett personligt besök vilja påtala det felaktiga, skamliga handlingssättet hos en man vid namn Diotrefes. Enligt vad han fått höra, vill Diotrefes inte lyssna på hans budskap och vill hindra andra från att göra detsamma och till och med utesluta dem som gör detta ur församlingen.
Tredje Johannesbrevet är anonymt och uppger inte vem som är författaren, utan det sägs vara skrivet av ”den gamle” och vara riktat till en i övrigt okänd Gaius (3 Joh 1). Sedan mitten av 200-talet har det sammankopplats med Johannes, Sebedaios son, som enligt de fyra bibliska evangelierna var en av de tolv lärjungar som ingick i Jesus närmaste krets. Modern forskning tillskriver däremot oftast Tredje Johannesbrevet någon inom den johanneiska traditionen, ibland någon av de senare redaktörerna av Johannesevangeliet och ofta den presbyter Johannes, som omtalas i kyrkohistorien. De flesta forskare menar att Tredje Johannesbrevet tillkom ungefär samtidigt som de två andra Johannesbreven, omkring 95–100.

## Brevets adressat
För en mer utförlig genomgång, se Johannesbreven, Innehåll och mottagare
I motsats till Första Johannesbrevet men i likhet med Andra Johannesbrevet är Tredje Johannesbrevet utformat som ett verkligt antikt grekiskt-romerskt brev. Brevet kan betraktas som ett församlingsbrev i form av ett privatbrev ställt till en enskild medlem av församlingen, Gaius. Tredje Johannesbrevet och Pastoralbreven utgör Nya testamentets enda privata brev. Det faktum att brevet trots allt kom att bevaras, talar för att brevskrivaren ändå avsåg att brevet skulle vara offentligt.
Den grekiska originaltexten består av endast 219 ord, vilket gör brevet till Nya testamentets kortaste skrift.
I brevet prisas det älskvärda (tillgivna) beteendet hos två av ”den gamles” kolleger, Gaius och Demetrios. En tredje gestalt, en församlingsbroder vid namn Diotrefes, verkar ha avvisat ”den gamles” ledarskap. Liksom i de två andra Johannesbreven, föreligger det en schism i Tredje Johannesbrevet med en grupp motståndare som hotar brevmottagarnas och deras församlingars identitet och grundläggande normer.

## Brevets innehåll
Tredje Johannesbrevet har sannolikt samma författare som Andra Johannesbrevet. När det gäller stil, format och längd liknar breven varandra, men innehållsmässigt avviker de högst påtagligt från varandra. I Tredje Johannesbrevet förekommer ingen kritik av moralisk likgiltighet eller felaktig kristologi, endast av komplicerade kyrkliga relationer som handlar om konkurrerande ledarskap.
Brevet inleds med en hälsning från ”den gamle” till hans käre Gaius (3 Joh 1). ”Den gamle” önskar Gaius såväl fysisk som andlig hälsa, en förening av kropp och själ (3 Joh 2), och han gläds över att Gaius lever i sanningen (3 Joh 3–4). ”Den gamle” berömmer Gaius för allt denne gör för de missionärer som kommer från ”den gamles” församling till Gaius församling (3 Joh 5–6), och han ombeds att hjälpa dem ytterligare (3 Joh 7–8). ”Den gamle” har skrivit till Gaius församling men en kyrkoledare vid namn Diotrefes ”söker ta ledningen där” och har vägrat att ta emot de utsända missionärerna, inklusive dem som har skickats ut av ”den gamle”. Diotrefes utmanar ”den gamles” auktoritet, och denne har uppenbarligen inte tillräcklig auktoritet för att själv kunna agera direkt mot Diotrefes. ”Den gamle” hävdar att Diotrefes på ett skamfullt sätt förtalar dem, vägrar ta emot bröderna, och också hindrar andra att göra det (3 Joh 9–10). ”Den gamle skriver till Gaius för att be denne att ta ett större ansvar för dessa missionärer, och han uppmanar honom att inte ta efter det onda utan det goda (3 Joh 11). ”Den gamle” vittnar om och ger sitt stöd åt en viss Demetrios (3 Joh 12), och brevet kan betraktas som ett rekommendationsbrev till stöd för just denne Demetrios. Brevet avslutas med en förhoppning om att ”den gamle” och Gaius ska få möjlighet att mötas och talas vid personligen (3 Joh 13–15).

## Författare och bakgrund

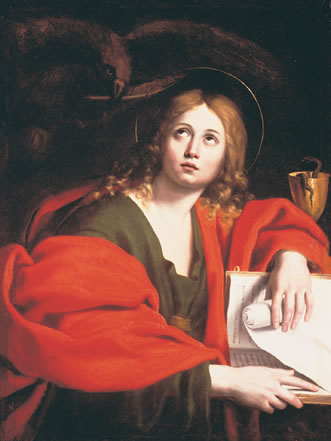
Evangelisten Johannes i en målning av Domenico Zampieri, från början av 1600-talet. Enligt den kristna traditionen skrev denne Johannes bland annat Tredje Johannesbrevet, något få moderna forskare anser vara fallet.

För en mer utförlig genomgång, se Johannesbreven, Författare och bakgrund
Liksom Andra Johannesbrevet, uppges Tredje Johannesbrevet vara skrivet av en anonym person som benämner sig ”den gamle” (grekiska: ὁ πρεσβύτερος, ho presbyteros, vilket ibland på svenska också översätts till Presbytern).
Även om vissa tidiga kyrkofäder som Origenes menar att alla inte erkände Tredje Johannesbrevet (eller Andra), var den allmänna uppfattningen fram till uppkomsten av den kritiska bibelvetenskapen att Johannes, Sebedaios son har skrivit Johannesevangeliet och alla tre Johannesbreven. De flesta forskare numera menar att författaren av Johannesevangeliet inte skrev något av Johannesbreven.
Den kristna traditionen vittnar om att Jesu lärjunge Johannes, Sebedaios son skrev inte bara Johannesevangeliet och Johannesbreven utan också Johannes uppenbarelse. Biskop Irenaeus av Lyon är den förste som påstår något sådant omkring år 180, och han skriver då att både Första och Andra Johannesbreven har skrivits av denne Johannes. Först i mitten av 200-talet omnämns Tredje Johannesbrevet, och då med reservationen att inte alla erkänner att det och Andra Johannesbrevet är äkta. I modern tid har emellertid uppfattningen om att lärjungen Johannes skrivit Johannesbreven kommit att ifrågasättas, och få bibelforskare övertygas av denna hypotes i dag.
Det finns ingen enighet inom forskarvärlden gällande vem eller vilka som har skrivit breven; i stället finns ett antal förslag på författare. Frågan om vem som skrev Johannesbreven är ett av de mer omdebatterade problemen inom den johanneiska forskningen. Den dominerande uppfattningen är att åtminstone Andra och Tredje Johannesbreven skrevs av samma person, och för det mesta anses också Första Johannesbrevet ha skrivits av samma person. Vissa argumenterar för att evangelisten Johannes eller lärjungen Johannes skrivit även breven. Men det vanliga är att man antar att de skrevs av någon inom den johanneiska församlingen, kanske någon av dem som redigerade Johannesevangeliet eller någon okänd församlingsäldste. Som en trolig kandidat framhålls ofta den presbyter Johannes från Mindre Asien som Papias nämner omkring år 130, men detta låter sig inte bevisas.
Utifrån föreställningen att båda de mindre breven (Andra och Tredje Johannesbreven) skrevs av samma person, drar Birger Olsson slutsatsen att denne var en erfaren skribent med någon form av utbildning i retorik och med kännedom om hur brev skrivs. Som den skicklige retoriker han var, blandade han judiska, grekiska och johanneiska former. Olsson menar att eftersom breven visar prov på inte enbart en grekisk språkdräkt utan också grekiska tankeformer, skulle en lärjunge till ”den gamle” ha kunnat utforma dem. Om breven har skrivits av en sekreterare till den gamle skulle det möjligen också kunna förklara varför avsändaren inte uppgav sitt rätta namn, utan att i stället Presbytern (alltså ”den gamle”) sägs ha skrivit dem. Mindre Asien, och mer specifikt Efesos, är det vanligaste förslaget på var breven skrevs.

## Datering
För en mer utförlig genomgång, se Johannesbreven, Datering
Alla de tre Johannesbreven antas ha skrivits vid ungefär samma tid, och de dateras normalt inom ett intervall av högst 10 år. Johannesevangeliet och Johannesbreven antas ha skrivits ungefär samtidigt och i ett likartat sammanhang och de tar upp liknande frågeställningar. Eftersom ingen vet i vilken ordning breven skrevs, och eftersom de är så starkt knutna till Johannesevangeliets tillkomst, brukar de dateras till ungefär samma tid, omkring den tid då slutredaktionen av Johannesevangeliet antas ha skett, ungefär år 100 eller mitten av 90-talet. Tredje Johannesbrevet brukar följaktligen dateras till ungefär 95–100.